# 輸液
輸液（ゆえき）とは、水分や電解質などを点滴静注により投与する治療法である。血液成分の投与については輸血を参照のこと。

## 目的
失われた水分および電解質の補充
直接静脈内へ投与するため、速やかな補充が可能である。
急激に喪失した血液の置換
大量出血などで循環血漿量が減少すると有効な循環が保てなくなる（出血性ショック）ため、血漿の不足分を一時的に置換する目的で輸液が行われる。
経口摂取の代替
口から水分や食事が摂れない場合に、水分・電解質・栄養素などの補充を目的に輸液が行われる。輸液ですべてをまかなう栄養法を完全静脈栄養法(TPN)と呼ぶ。詳しくは高カロリー輸液を参照のこと。
静脈路の確保
静脈注射のルートを維持するために輸液が行われることがある。静脈路確保も参照のこと。

## 適応
- 下痢・嘔吐・絶食などによる脱水状態。
- 急激な出血などで循環血液量が不十分になっている場合。
- 何らかの理由で食事（経腸栄養,EN: enteral nutrition）ができない場合。これは経口にかぎらず、経鼻胃管、経胃瘻、経腸瘻から食事の投与ができない場合も同様である。脱水症とならないためには食事で摂取できるはずの水分、電解質を持続的に投与する必要がある。

## 輸液製剤

### 輸液製剤について
輸液製剤はNa濃度によって何号液という呼び方をする。これは0.9％生理食塩水1に対してどの程度の5％ブドウ糖液を混ぜたかによって分類される。低張複合電解質液には、1〜4号液が該当する。なお、こういった輸液製剤は日本独自のものである。
0.9％生理食塩水細胞外液と浸透圧が等しい食塩水である。これで細胞外液を補充しようとするとクロールイオンが過剰に補給されることとなりアシドーシスとなることが知られている。基本的には細胞外液に分布し、細胞内液にはあまり分布しないと考えられている。細胞内に分布する場合は細胞内脱水などがあり、細胞外液から細胞内液への移動があるときである。
5％ブドウ糖液
ブドウ糖が速やかに吸収されるため細胞内と細胞外に水を均等に供給する作用をもつ。細胞外液をとくに補充したいときには向かない。ブドウ糖自体は浸透圧の調整用であり、エネルギー源としては殆ど役に立たない量である。心不全患者に点滴で薬を投与する場合もよく用いる。
リンゲル液(Ringer's solution)　細胞外液と似た電解質組成の製剤である。細胞外液の補充に用いられる。商品名はラクテック®など。ショック時の初期輸液によく用いられる。生理食塩水にカリウムやカルシウムを加えたのがリンゲル液であるが、リンゲル液でもクロールイオンが過剰となることが知られている。そこで酢酸や乳酸などを加えてクロールイオン量を抑えている。酢酸リンゲル液としてヴィーンF®、乳酸リンゲル液としてラクテック®がある。1882年にイギリスの薬理学者シドニー・リンガーにより開発された。
1号液開始液。Kを含まないため、高カリウム血症が否定できない場合にまず用いられる。商品名はソリタT1号®など。病態不明で腎機能がわからないとき利尿が確認できるまで1号液を用い、利尿が確認できてから目的にあわせて輸液製剤を変更するということはよく用いられる手法である。但し、小児の肥厚性幽門狭窄症では始めからKを投与した方がよいとされている。
2号液　脱水補給液。K・Pなどの電解質を含む。脱水の治療では使いやすいといわれている。
3号液　維持液。通常の状態で必要とされる電解質をバランスよく含む製剤。食事がとれない場合の維持輸液に用いられる。ソリタT3号®など。3号液は基本的に尿など体が排出するような水分の組成にあわせて作られている。維持輸液として、よく使われる。
4号液術後回復液 。主に乳幼児に使用する事例が多い。
高カロリー液おおむね1日に必要な程度のカロリーを投与できる製剤。維持液に加えて高濃度のブドウ糖やアミノ酸を含む。浸透圧が高いため中心静脈ルートから投与される。フルカリック1号®など。

### 主な輸液製剤の組成
| 輸液のタイプ   | 製剤名     | Na（mEq/l) | K（mEq/l) | ブドウ糖 |
| -------------- | ---------- | ---------- | --------- | -------- |
| 開始液         | ST1        | 90         | 0         | 2.6％    |
| 開始液         | KN1A       | 77         | 0         | 2.5％    |
| 細胞外液補充液 | ラクテック | 130        | 4         | 0        |
| 細胞外液補充液 | ヴィーンD  | 130        | 4         | 5％      |
| 維持液         | ST3        | 35         | 20        | 4.3％    |
| 維持液         | KN3B       | 50         | 20        | 2.7％    |

## 輸液量
輸液量のオーダーの決め方は以下のプロセスで行うことが一般的である。
- ナトリウム量（電解質量）を決める
- 輸液製剤を決める
- 輸液量を決める

輸液とは身体が一番必要とする水と電解質を補うことである。細胞外液量を増やすには水分だけでなく電解質も一緒に考えなければならない。これは浸透圧
などの影響を考えないといけないからである。体内に、水分を蓄えるためにはナトリウムの全体量の方が重要であって輸液量、即ち水の量というのは、もう一つ遅れてついてくる。こういったことは正論だがNaの必要量というのも食生活によってNa排出量などが異なることから、経験的に無難な量を選び調節していくしかない。日本人に限っていえば、その経験則はかなり広く知られている。
輸液量の目安としては正常の腎機能ならば尿濃縮力、尿希釈力の限界を考えればわかりやすい。結果を述べると1日当たり最低700ml、最大10000ml尿として排出することができるのでこの範囲ならば特に合併症がなければ問題は起こりにくいといわれている。

### 単位換算
様々な輸液理論を参照するために、まずは単位について纏めておく。
- 1g塩化ナトリウム=17mEq（1価なのでmmolとしてもよい）
- 3g塩化ナトリウム=50mEq
- 1g塩化カリウム=13mEq

単位換算から心不全では生理食塩水を用いるのが好ましくない理由がわかる。生理食塩水とは0.9%の食塩水である。154mEq/Lの電解質を含む。
一方、心不全の患者は基本的に塩分制限3gである。体内への水分貯留をさけるために水ではなく塩を制限している。もし生食で輸液をすると1本（500ml）で4.5gと超えてしまう。
日本人の経口塩化ナトリウム摂取量は12g/dayであるといわれている。よって正常で12g/dayであり、軽度制限で6g/day、中等度制限3g/dayで重度制限0g/dayであるとされている。それを参考に無難な量として4.5g前後で考える。等量として75mEqである。この論理に数理モデルなどはなく経験則である。

### 基礎輸液と維持輸液
- 維持輸液といわれる3号液は基本的に尿など体が排出するような水分の組成にあわせて作られている。すなわち3号液では以下のような理論に基づき輸液量を計算するというが可能である。
- 日本人では浅野によるバランスシートが有名である。それによると、体重60kgの日本人の収入は飲料1200ml、食品800ml、代謝水200mlがあり合計2200である。支出は尿1200ml、不感蒸泄900ml、大便100mlで合計2200である。代謝水とはTCAサイクルなどで発生する水であり、不感蒸泄とは肺や皮膚から蒸発する水である。汗は感蒸泄である、呼気中の水蒸気などのことである。
- 輸液とは基本的に食事ができないときに行う。食事ができないとき代謝水は増えることになるが、簡単のため以下の式をつくる。
輸液量＋代謝水＝尿量＋不感蒸泄⇒輸液量＝尿量＋700ml
- 基礎輸液というのは予測尿量に700を加えたもの、あるいは予測尿量に不感蒸泄から200引いたものを上乗せしたもの。但し尿量過剰の時はそのまま尿量を用いない。
- 予測尿量は正常では尿量は大体1000から1500までである。腎不全のときは500くらいでよい。
- 維持輸液に関しては実際には輸液量は尿量の設定に仕方によって異なるので経験を頼りに頑張るしかない。無難な量はどれくらいか経験で決めていく。

### 維持輸液の考え方
維持輸液で必要なのは1日換算にして水分量は2000ml、NaはNaClとして4〜6g(68〜102mEq)、Kは20〜40mEq、である。ST3はちょうどこの組成に一致するようにできている。体格などで、個々人適切な量は異なるが標準的な日本人ならばST3を2000ml点滴をすれば維持輸液は成り立つようになっている。もし自分で作成するのなら、生理食塩水500ml、5%ブドウ糖液1500mlに10％KClシリンジ1A（KCl1日量40mEq、2lにすれば20mEq/lである）を混注して作成すればよい。

### 外科的分野

#### 周術期輸液
多くの患者に対応するため、水・電解質代謝異常を伴うような内科疾患（主に内分泌疾患）がないこと、呼吸不全、循環不全、腎不全といった病態が存在しないことを前提に記述する。このような疾患がある身体のホメオスタシスが狂い、独自の調節法が必要になるからである。
外科に関して言えば、維持輸液、喪失輸液、欠乏輸液の3つの要素に分けて考える。
維持輸液
健康な成人が飲まず、食わずで1日を過ごすための輸液である。3号液で通常は前日の尿量+600mlで行うことが多い。
喪失輸液
処置によって体液が喪失されることが予想される場合は喪失輸液を考慮する。最も多いのはドレーンによる体液喪失である。
維持輸液に加えて喪失輸液または欠乏輸液を行う際は、2号液を用いるのが便利である。
欠乏輸液
もともと脱水がある場合はその分の体液を補充することが望ましい。しかし、欠乏量がどれくらいであったかということを把握するのは難しい。体重変化で行うこともあるが、基本的にはよくわからないので、安全係数をかけて、予測脱水量よりも少なめに輸液をするのが慣習である。安全係数は1/2を用いることが多い。
外科領域では
- 1日の輸液量＝維持量+喪失量+欠乏量×1/2（安全係数）

を用いることができる。しかし、輸液の処方の組み方は医師によってかなりのバリエーションがあり、どれが望ましいとはなかなか言えない。自分が管理しやすい処方を心がけるべきである。治すのは検査数値ではなくあくまでも患者である。

### 小児科的分野
小児科においては成人と異なる輸液管理を行う。
初期輸液
小児の脱水は緊急事態であるので輸液治療を行う。高度の脱水は生命を脅かすこともある。1号液を用いるのが一般的である。体重別に目安があり、
| 参考体重(Kg) | 輸液速度（ml/hr） |
| ------------ | ----------------- |
| 10以下       | 100               |
| 10〜20       | 200               |
| 20〜30       | 300               |
| 30〜40       | 400               |

排尿が認められるまでこの速度で輸液を行う。3時間経過しても利尿が得られない場合は小児科専門医の下で入院が必要となる場合が多い。予め採血をしておくと3時間の経過で検査結果がわかり診断にいたる事もある。軽度脱水の場合は初期輸液のみで帰宅させることもある。
維持輸液
年齢別の維持輸液量の目安を示す。腎機能、心機能、内分泌異常、体液喪失が存在する場合はこのかぎりではないので注意が必要である。一般にナトリウムは65mEq/m2/day、カリウムは100mEq/m2/day必要と考えられるため、3号液を用いると以下の量が目安となる。
|               | 参考体重(Kg) | 輸液量（ml/Kg/day） | 目安輸液量（ml/day） |
| ------------- | ------------ | ------------------- | -------------------- |
| 新生児        | 3            | 65                  | 200                  |
| 乳児(1歳以下) | 9            | 100                 | 900                  |
| 幼児          | 12           | 70〜80              | 900                  |
| 園児          | 15           | 70〜80              | 1200                 |
| 学童          | 30           | 50〜60              | 1800                 |
| 成人          | 50           | 40〜50              | 2000                 |

学童、乳児には相当な体重幅があるため、計算式によって導くのが一般的である。図で示すとわかりやすいが、幼小のころは体重あたりに多くの水分が必要とされることがわかる。

### 救急医療分野
熱傷受傷後24時間で投与する総輸液量はバクスターの公式を用いて計算する。
バクスターの公式は、
Baxter法＝乳酸加リンゲル4ml×熱傷面積(%)×体重(kg)で求められる。

## 輸液速度
平成17年3月25日の厚生労働省の告示により、輸液ラインの規格はISOに統一される。
|          | 輸液セットの種類                   |
| -------- | ---------------------------------- |
| これまで | 15滴/ml、19滴/ml、20滴/ml、60滴/ml |
| 統一後は | 20滴/ml、60滴/ml・・・のみ         |

2のべき乗の法則という法則がひろく知られている。(表：20滴/mlの輸液ラインを用いた場合)
| 名称  | 輸液速度        | ml/min | 滴数/min | ml/ｈ | 適用               |
| ----- | --------------- | ------ | -------- | ----- | ------------------ |
| 第0度 | very slow       | 1      | 20       | 60    | 小児、高張液など   |
| 第1度 | slow            | 2      | 40       | 120   | 維持輸液           |
| 第2度 | moderate        | 4      | 80       | 250   | 維持輸液と補充輸液 |
| 第3度 | rapid           | 8      | 160      | 500   | 補充               |
| 第4度 | very rapid      | 16     | 320      | 1000  | 緊急輸液           |
| 第5度 | extremely rapid | 32     | 640      | 2000  | 緊急輸液           |

維持が目的ならば1時間で100mlが通常であるので、500mlパックならば5時間で行う。上図では1時間120mlとなり500mlパックを4時間位でやるべきとなるが、臨床経過上そこまで大きな差を感じることは少ない。特に重篤な疾患がない場合はある程度あっていれば大きな影響はないとされている。

## 脱水に対する治療
脱水の評価には様々な指標があるが、絶対的なものではなくそれらを組み合わせて評価するべきである。嘔吐、下痢があり食事や水の摂取が十分でなければ脱水があると考えてよい。腎機能や心機能に問題がなければ細胞外液500mlを2時間程度で輸液すると自覚症状（だるさなど）が改善する。その他の所見としては、口腔粘膜の乾燥、ツルゴールの低下、仰臥位での外頚静脈の不可視などがあげられる。血液学的な所見では血清アルブミンの相対的高値やBUN/Cr＞20,などが脱水を示唆する所見である。尿所見では尿浸透圧＞500mOsm/Lや尿比重＞1.020,部分排泄率としてはFENa＜1,FEUN＜35などが有名である。但し、部分排泄率は乏尿を伴っていない場合は指標とならないことに注意が必要である。

## 電解質の補正
輸液を用いて電解質の補正を行うことはよくある。リンクを参照すること。
ナトリウムの異常
高ナトリウム血症
低ナトリウム血症
カリウムの異常
高カリウム血症
低カリウム血症

## 自己輸血法
すぐに輸血が行えない状況で大出血している緊急時に行われる。手足の先端部から胴体方向に布できつく縛っていく方法で、手足分の血液を胴体に回せば1000ml程度の輸血と同等の効果が得られる。もちろん、手足に血液が回らなくなるため長時間行うわけにはいかない。